# Trubaduren - med uppenbar känsla för ironi
Trubaduren - med uppenbar känsla för ironi är en svensk dokumentär av Mattias Svensson från 2006. Dokumentären visades på TV8 den 2 maj 2006.
Dokumentären handlar om Mats Hellberg, som gjort sig känd som trubadur under artistnamnet AIK-Trubaduren och spelat in åtta skivor med låtar om sitt favoritlag AIK.
Mats Hellberg intervjuas och medverkar gör även fotbollsspelarna Daniel Tjernström och Mats Rubarth.